# OCN 수목 드라마
OCN 수목 드라마는 OCN에서 매주 수요일부터 목요일 오후 11시에 방영되는 텔레비전 드라마다.

## 방송 시간
| 방송 채널 | 방송 기간                         | 방송 시간                      | 비고 |
| --------- | --------------------------------- | ------------------------------ | ---- |
| OCN       | 2018년 9월 12일 ~ 2019년 10월31일 | 매주 수요일 ~ 목요일 오후 11시 |      |

## 작품 리스트

### 2010년대

#### 2018년
- 《손 the guest》 : 2018년 9월 12일 ~ 2018년 11월 1일
- 《신의 퀴즈: 리부트》 : 2018년 11월 14일 ~ 2019년 1월 10일

#### 2019년
- 《빙의》 : 2019년 3월 6일~ 2019년 4월 25일
- 《구해줘 2》 : 2019년 5월 8일 ~ 2019년 6월 27일
- 《미스터 기간제》 : 2019년 7월 17일 ~ 2019년 9월 5일
- 《달리는 조사관》 :2019년 9월 18일 ~ 2019년 10월 31일

## 같이 보기
- KBS 2TV 수목 드라마
- MBC 수목 드라마
- SBS 수목 드라마
- JTBC 수목 드라마
- MBN 수목 드라마
- tvN 수목 드라마